# Visión de San Juan en Patmos-Tenochtitlan
La Visión de San Juan en Patmos-Tenochtitlán es una pintura al óleo realizada entre 1756 y 1783 por el artista novohispano Francisco Antonio Vallejo.

## Descripción de la obra
Se trata de una composición alegórica que declara la honra al juramento de los tres patronos principales de la Nueva España: San José, patriarca de la iglesia indiana y la conversión de los indios; la Virgen de Guadalupe  y San Juan Nepomuceno.
Muestra también un escenario marítimo y celestial en medio de la revelación que tuvo San Juan Evangelista en Patmos según el capítulo 12 del Apocalipsis: contempló la figura de la Mujer águila encinta huyendo hacia el desierto.
También se observa intervenido el atributo principal de San Juan como escritor visionario con la pluma en mano: el águila no sólo es el tradicional símbolo del Tetramorfos que sostiene con el pico el tintero para que el evangelista moje la pluma, sino que se confunde intencionalmente con el ave fundacional de Tenochtitlán y, por eso mismo, se ha colocado con un tunal.
Por su manejo de luces y sombras en correcta planimetría, paleta suave, contornos que dejan de ser nítidos y se confunden con el fondo, esta lámina muestra la transición del Barroco al Neoclasicismo.

## Contexto histórico

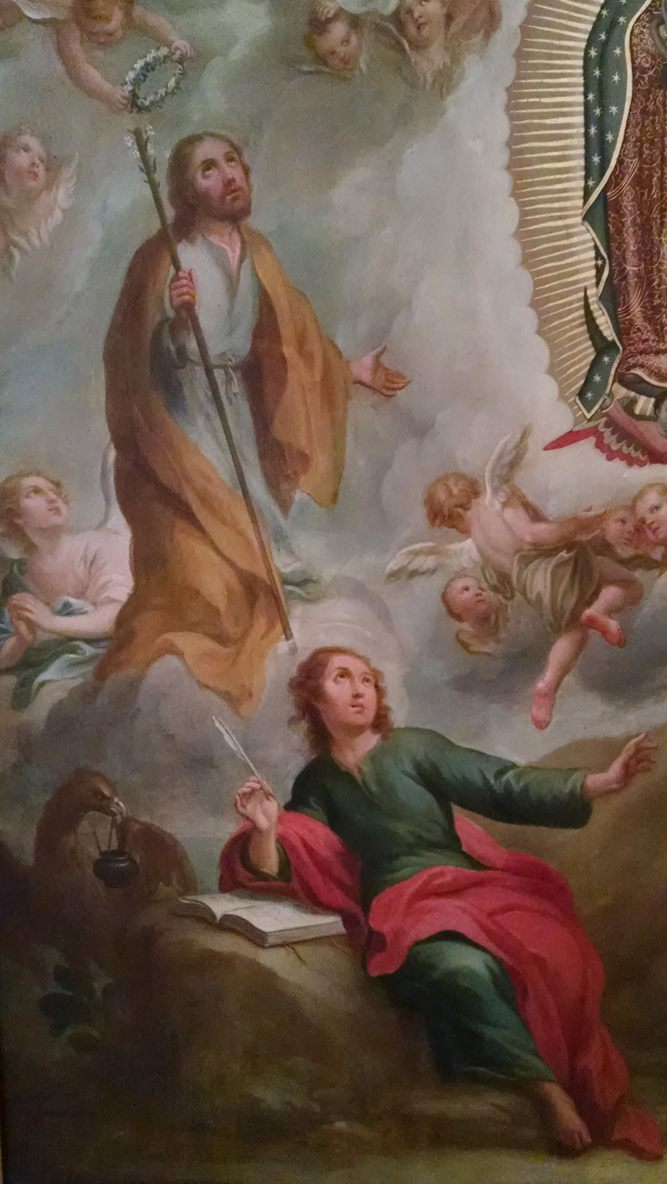
Detalle del águila como el Tetramorfos con nopales.

La obra de Vallejo se relaciona con el momento guadalupano, cuando el papa Benedicto XVI declaró a la Virgen de Guadalupe patrona sobre el reino de la Nueva España en 1754, después de múltiples gestiones y esferzos por parte de los jesuitas para lograrlo.
Fue precisamente la orden de San Ignacio de Loyola quien encargó esta lámina.